# محمد بن علي الكوس
محمد بن إبراهيم بن علي الكوس المهيري ( 1930 - 28 مايو, 2013)  شاعر إماراتي يعتبر من أبرز شعراء الشعر الشعبي في دولة الإمارات العربية المتحدة.

## ولادته و حياته
ولد الكوس عام 1930 ، في إمارة أم القيوين ، وقامت على تربيته والدته بعد أن توفي والده، وهو يبلغ من العمر عامين، ثم درس في الكتاتيب، حيث تعلم اللغة العربية وعلوم القرآن والحساب، وبعد أن كبر قليلاً عمل في الغوص وتنقل بين دول عدة كالبحرين و السعودية و الكويت ، حتى عمل بعدها في التجارة في العراق.

## ريادته في مجال التعليم
ويعد الكوس أول معلم مواطن في مدرسة «الراشدية» في مدينة عجمان ، إذ تولى التدريس هناك عام 1955 ، في أولى مراحل التعليم النظامي، بعد أن عمل أيضاً معلماً في إمارة أم القيوين . ثم انتقل ليعمل في دائرة الجمارك وتقاعد منها عام 1996.

## شهرته في مجال الشعر
اشتهر الكوس عبر البرنامج التلفزيوني في تلفزيون دبي «مجلس شعراء القبائل» الذي بث في بداية السبعينيات، وقدمه الأديب الراحل الشاعر حمد بوشهاب ، وكان يجمعه بثلة من أكبر وأهم الشعراء الإماراتيين، مثل الشاعر سالم الجمري ، و محمد بن سوقات ، و راشد الخضر، و ربيع بن ياقوت ، و ياقوت بن سيف ، و أحمد الهاملي ، و راشد بن طناف ، و علي بن رحمة الشامسي ، والشاعر راشد بن مكتوم ، والذين تركوا بدورهم أثراً واضحاً في شخصية الكوس، إذ كانوا يعتبرون من أقرب أصدقائه وناسه، وأثروا بشكل أو بآخر في طريقة صياغته لأشعاره، والتي تمتعت بأسلوب سلسل وحيوية، وتميز بانتقاء المفردات.

## تكريمه
وتم تكريم الكوس من قبل صاحب السمو الشيخ الدكتور سلطان بن محمد القاسمي عضو المجلس الأعلى حاكم الشارقة، في مهرجان الفنون الوطني عامي 1982 و 1984 . كما كرمته «جائزة الشيخ خليفة بن زايد آل نهيان للمعلم» عام 1997 ، كونه من أوائل المعلمين الإماراتيين في التعليم النظامي. ومن العام نفسه تم تكريمه في مهرجان يوم العلم في إمارة عجمان.

## دواوينه
للكوس دواوين عدة مثل «ديوان محمد الكوس» الصادر عام 1986 ، ثم صدر الجزء الثاني من الديوان في العام الذي يليه، والعديد غيرها من الدواوين التي تناولت مواضيع عدة أهمها المدح والغزل.

## وفاته
لازم الكوس الفراش في أعوامه الأخيرة بسبب المرض، إذ كان قد تعرض لإصابة قديمة في عظمة الفخذ، وعرف عنه انسحابه أيضاً من الساحة الشعرية، لا سيما وأن الكثير من أصدقائه رواد الشعر في الإمارات كانوا قد غابوا عن الحياة، و قد عاجلته المنية في 28 مايو 2013 لكن أشعاره ومساهماته الشعرية لا تزال حية في قلب كل مواطن، عاش وتربى على أنفاس كلماته الحية.